# 巴丹吉林沙漠
巴丹吉林沙漠位於阿拉善高原，處於其鄰近的三個沙漠的區域交會處，是當今中國境內第三大沙漠和第二大流動沙漠。該地屬於中國大陸西北部的溫帶沙漠地區，呈現沙漠地形和地景持續發生之地質學和地貌學特徵。當地行政區劃上屬內蒙古自治區的額濟納旗和阿拉善右旗。
該地區有密集的巨型沙丘和交錯其間的湖泊，有當今全球最大面積的鳴沙（英語：Singing sand）和風蝕地形，有當今全球最高的固定沙丘必魯圖峰，其間湖泊的密集程度也是當今全球各地沙漠中最高者。該些湖泊尚未被完整研究，其高酸鹼值之環境使得棲息之動物群集呈現出奇特樣貌。額濟納河流經該地區，並形成沖積平原。該地區多樣的地理環境，導致較高的棲息地多樣性，從而產生生物多樣性。

## 地貌

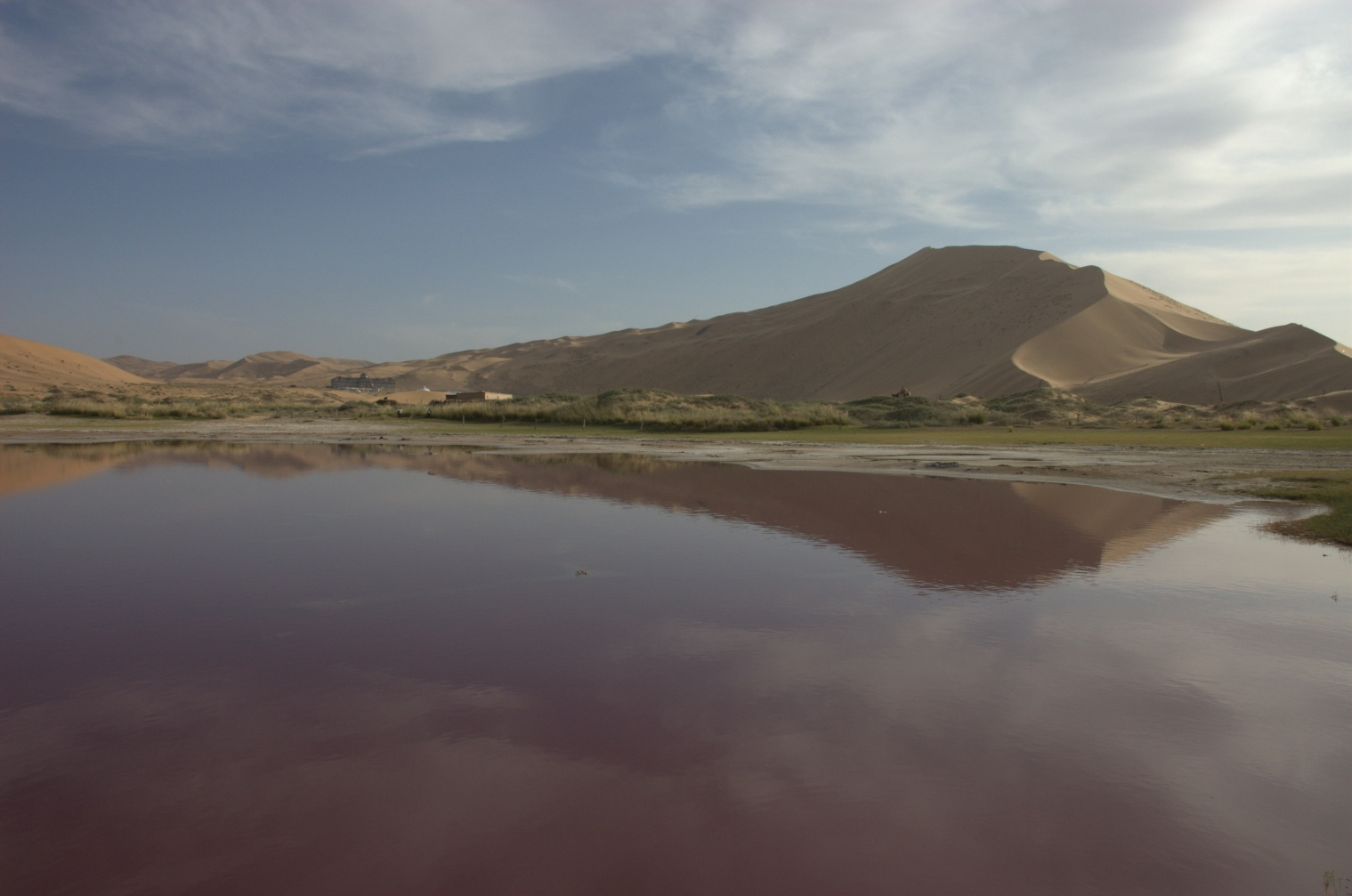
巴丹吉林沙漠

地质上属阿拉善地块，地貌形态缓和，主要为剥蚀低山残丘与山间凹地相间组成，第四纪沉积物普遍覆盖于地表，形成广布的戈壁、沙漠。
沙漠范围内，除东、南、北部有小面积的准平原化基岩、残丘外，大部为沙丘覆盖，流动沙丘占83％。西部边缘的古鲁乃湖、北部的拐子湖、东部的库乃头庙附近有以梭棱为主的沙丘，约3千平方公里，沙丘高大密集，高大沙山占61％，高度在200～300米，最高500米，有叠置沙丘的复合型沙山、金字塔型沙山、无明显叠置沙丘的巨大沙山，单纯的沙丘链面积较小。在沙漠东南部，沙山间分布着约144个内陆小湖（海子），面积为1～1.5平方公里。多为咸水，不能饮用。
關於巴丹吉林沙漠的沙山形成的原因國內外研究者看法不一。有人認為，巴丹吉林沙漠的東南部被雅布賴山（Yabulai Mountains，音译“雅巴赖乌拉”）遮擋，產生與雅布賴山走向垂直的重力波的擾動，這一地區又常年吹西南風，刮起的沙粒在山前堆積，重力波中的上升氣流將沙子帶到更高處，久而久之聚集成高大的沙山；也有人說，巴丹吉林沙漠一帶原本是丘陵地貌，沙化後，沙粒直接覆蓋在丘陵上而形成高大沙山。
關於沙山成型的最新說法是地下水維持了沙山。河海大學、中國科學院地質與地球物理所、澳大利亞昆士蘭大學等機構的研究人員曾聯合署名，在英國《自然》雜志發表了《地下水維持高大沙山》的論文。文章指出，巴丹吉林沙漠的沙山數千年屹立不移的秘密在于：表層沙子下20～30厘米處爲濕沙層，沙子孔隙裏含有大量水分，受下伏深大斷裂帶地下水上湧、水汽蒸發引起沙丘表面濕度增大、固定性增強，進而形成高大沙山。
另有說法是由於氣候的乾濕波動導致，當氣候進入濕潤周期，大量的降水使得沙丘中的碳酸鈣形成鈣結層，將沙子膠結、固定住。當氣候進入乾旱周期時，流動的沙子不斷在鈣結層上加積。如此反複進行，沙丘就越來越高大了。
湖泊周围植物生长茂密，多为湿生、盐生等，常以湖为中心与周围沙丘呈同心圆状分布，接近沙丘的地段出现以沙生植物为主的固定、半固定沙堆。
關於巴丹吉林沙漠的湖泊形成的原因看法不一。有人認為是大氣降水加上凝結水（露水），這裏的沙丘在晚上降溫快，達到水汽凝結成水的溫度，水就會凝結到沙丘上，進入沙裏，這種凝結水一年的總量相當於這裏年平均降水量約80毫米；也有人說，這些湖水都是氣候濕潤的時期殘留下來的；也有人認為，這些湖水是從雅布賴山或祁連山，甚至是從阿爾金山的大斷裂帶過來的。
一種新的說法是從東南方過來的深循環水，深循環水是從地殼深處溢出來的，而且是溫度較高且穩定的熱泉水，它們在經過灰岩、石灰岩地區後，才能帶來溶解的碳酸鈣。這些水湧出地表後，溫度、壓力發生變化，二氧化碳氣體逃逸，碳酸鈣才重新沉澱下來，形成鈣華。而巴丹吉林沙漠中常年有積水的湖泊有很多鈣華。其中西北部還有1萬多平方公里的沙漠至今沒有人類的足跡。

## 气候
巴丹吉林沙漠属温带大陆性气候，氣候極爲幹旱，降水稀少，且多集中在6～8月份，年降水量50～60毫米，年均温7～8℃，絕對最高溫37～41℃，絕對最低溫－37～-30℃，沙面温度达70～80℃，年蒸發量大于3500mm，蒸發量是降水量的40～80倍。夏季高溫酷熱，最高溫度可達38～43℃，光照強烈，是內蒙古自治區光照最充足、太陽能資源最豐富的地區之一。年均风速4米／秒，八级大风日约30天，主要为西北风。沙丘上植物较少，仅于沙丘下部、丘间低地生长有稀疏灌木、半灌木。除梭梭林外，還生長有沙拐棗、沙竹、霸王、木蓼、沙蒿、柽柳、沙蔥等，覆蓋率在5%左右，在沙山與湖泊間常出現有白刺沙堆。

## 自然景觀
奇峰、鸣沙、湖泊、神泉、寺庙堪称巴丹吉林沙漠“五绝”。在巴丹吉林沙漠內，沙山沙丘、風蝕窪地、剝蝕山丘、湖泊盆地交錯分布，並以流動沙丘爲主，約占沙漠總面積的83%，流沙面積僅次于新疆的塔克拉瑪干沙漠。巴丹吉林沙漠海拔高度在1200～1700米之間,中部有密集的高大沙山，一般高200～300米，沙山相對高度可達500多米,以複合型沙山爲主，爲北 30°～40°東方向排列，系西北風的強大影響所致。高大沙山的周圍爲沙丘鏈，一般高20～50米。其中必魯圖峰海拔1617米，垂直高度約435米，堪稱”沙漠珠穆朗瑪峰”。沙漠中的湖泊星羅棋布，有113個之多，其中，常年有水的湖泊達74個，淡水湖12個，總水面4.9萬畝。沙漠東部和西南邊沿，生動記錄狩獵和畜牧生活的曼德拉山岩畫，被稱爲“世界美術的活化石”。
巴丹吉林沙漠被認爲是中國頻發的沙塵暴的沙源，這裏總體的生態現狀還在進一步惡化。